# Diocesi di Sobral

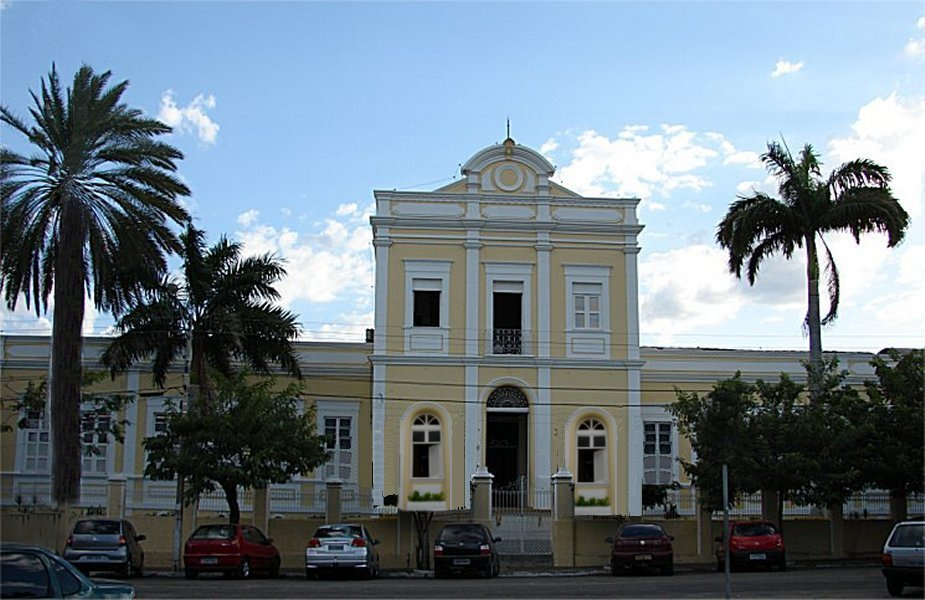
Facciata della Santa Casa de Misericórdia de Sobral, il primo ospedale dello stato di Ceará, eretto nel 1908 da José Tupinambá da Frota, all'epoca vicario di Sobral. Divenne il primo vescovo della diocesi nel 1916.

La diocesi di Sobral (in latino Dioecesis Sobralensis) è una sede della Chiesa cattolica in Brasile suffraganea dell'arcidiocesi di Fortaleza. Nel 2022 contava 868.000 battezzati su 1.025.000 abitanti. È retta dal vescovo José Luiz Gomes de Vasconcelos.

## Territorio
La diocesi comprende 30 comuni nel nord-ovest dello stato brasiliano del Ceará: Acaraú, Alcântaras, Bela Cruz, Cariré, Catunda, Coreaú, Cruz, Forquilha, Frecheirinha, Groaíras, Hidrolândia, Ipu, Jijoca de Jericoacoara, Marco, Martinópole, Massapê, Meruoca, Moraújo, Morrinhos, Mucambo, Pacujá, Pacujá, Pires Ferreira, Reriutaba, Santa Quitéria, Santana do Acaraú, Senador Sá, Sobral, Uruoca e Varjota. Confina con l'Oceano Atlantico, l'arcidiocesi di Fortaleza e le diocesi di Itapipoca, Quixadá, Crateús e Tianguá.
Sede vescovile è la città di Sobral, dove si trova la cattedrale dell'Immacolata Concezione.
Il territorio si estende su 17.635 km² ed è suddiviso in 45 parrocchie, raggruppate in 4 zone pastorali: Sede, Araras, Vale do Coreaú e Vale do Acaraú.

## Storia
La diocesi è stata eretta il 10 novembre 1915, con la bolla Catholicae Religionis Bonum di papa Benedetto XV, ricavandone il territorio dalla diocesi di Ceará, che contestualmente è stata elevata al rango di arcidiocesi metropolitana e ha assunto il nome di arcidiocesi di Fortaleza.
Il 23 settembre 1963 ha ceduto una porzione del suo territorio a vantaggio dell'erezione della diocesi di Crateús.
Il 13 marzo 1971 ha ceduto altre porzioni di territorio a vantaggio dell'erezione delle diocesi di Itapipoca e di Tianguá.

## Cronotassi dei vescovi
Si omettono i periodi di sede vacante non superiori ai 2 anni o non storicamente accertati.
- José Tupinambá da Frota † (20 gennaio[3] 1916 - 6 aprile 1923 nominato vescovo di Uberaba)
- José Tupinambá da Frota † (10 marzo 1924[4] - 25 settembre 1959[5] deceduto) (per la seconda volta)
- João José da Mota e Albuquerque † (28 febbraio 1961 - 28 aprile 1964 nominato arcivescovo di São Luís do Maranhão)
- Walfrido Teixeira Vieira † (6 gennaio 1965 - 18 marzo 1998 ritirato)
- Aldo di Cillo Pagotto, S.S.S. † (18 marzo 1998 succeduto - 5 maggio 2004 nominato arcivescovo della Paraíba)
- Fernando Antônio Saburido, O.S.B. (18 maggio 2005 - 1º luglio 2009 nominato arcivescovo di Olinda e Recife)
- Odelir José Magri, M.C.C.I. (11 ottobre 2010 - 3 dicembre 2014 nominato vescovo di Chapecó)
- José Luiz Gomes de Vasconcelos, dall'8 luglio 2015

## Statistiche
La diocesi nel 2022 su una popolazione di 1.025.000 persone contava 868.000 battezzati, corrispondenti all'84,7% del totale.
| anno | popolazione | popolazione | popolazione | presbiteri | presbiteri | presbiteri | presbiteri                | diaconi | religiosi | religiosi | parrocchie |
| anno | battezzati  | totale      | %           | numero     | secolari   | regolari   | battezzati per presbitero | diaconi | uomini    | donne     | parrocchie |
| ---- | ----------- | ----------- | ----------- | ---------- | ---------- | ---------- | ------------------------- | ------- | --------- | --------- | ---------- |
| 1950 | 1.000.000   | 1.140.000   | 87,7        | 59         | 53         | 6          | 16.949                    |         | 6         | 40        | 31         |
| 1965 | 800.000     | 800.000     | 100,0       | 72         | 62         | 10         | 11.111                    |         | 26        | 215       | 32         |
| 1970 | 750.000     | 800.000     | 93,8        | 58         | 51         | 7          | 12.931                    |         | 11        |           | 32         |
| 1976 | 533.900     | 536.966     | 99,4        | 36         | 34         | 2          | 14.830                    |         | 4         | 125       | 21         |
| 1980 | 496.000     | 606.000     | 81,8        | 34         | 32         | 2          | 14.588                    |         | 2         | 162       | 21         |
| 1990 | 670.000     | 685.000     | 97,8        | 41         | 39         | 2          | 16.341                    |         | 3         | 89        | 23         |
| 1998 | 712.344     | 818.293     | 87,1        | 43         | 40         | 3          | 16.566                    |         | 4         | 91        | 26         |
| 1999 | 712.344     | 818.293     | 87,1        | 43         | 40         | 3          | 16.566                    |         | 4         | 91        | 26         |
| 2001 | 723.856     | 843.004     | 85,9        | 47         | 41         | 6          | 15.401                    |         | 16        | 100       | 28         |
| 2002 | 719.467     | 826.475     | 87,1        | 42         | 38         | 4          | 17.130                    |         | 12        | 92        | 26         |
| 2003 | 719.481     | 863.713     | 83,3        | 50         | 44         | 6          | 14.389                    |         | 10        | 104       | 26         |
| 2004 | 731.554     | 863.713     | 84,7        | 54         | 48         | 6          | 13.547                    |         | 15        | 110       | 26         |
| 2010 | 777.000     | 917.000     | 84,7        | 61         | 57         | 4          | 12.737                    |         | 15        | 102       | 37         |
| 2014 | 815.000     | 962.000     | 84,7        | 71         | 67         | 4          | 11.478                    |         | 9         | 105       | 38         |
| 2017 | 835.860     | 986.445     | 84,7        | 76         | 71         | 5          | 10.998                    |         | 5         | 121       | 40         |
| 2020 | 855.400     | 1.009.500   | 84,7        | 77         | 73         | 4          | 11.109                    |         | 4         | 122       | 44         |
| 2022 | 868.000     | 1.025.000   | 84,7        | 74         | 70         | 4          | 11.729                    |         | 4         | 122       | 45         |